# Aulis Koponen

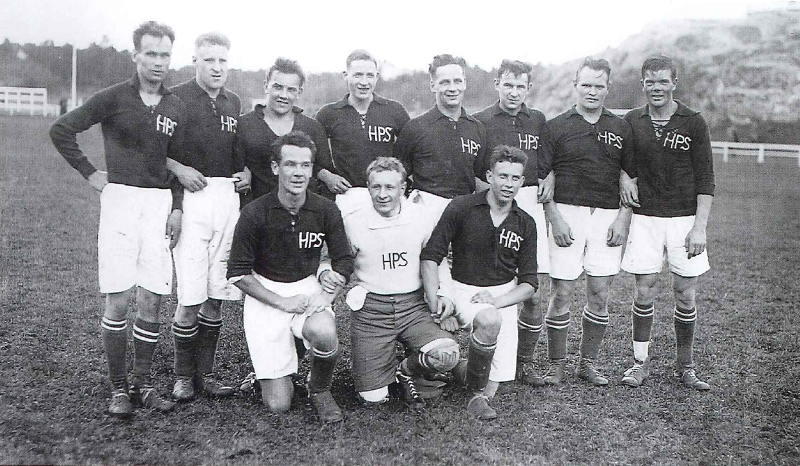
Die Mannschaft von HPS Helsinki 1927; Koponen in der oberen Reihe 3. von links.

Aulis Koponen (* 5. April 1906 in Helsinki; † 8. März 1978 ebenda) war ein finnischer Fußballspieler.
Koponen spielte zwischen 1924 und 1935 38-mal für die finnische Fußballnationalmannschaft und erzielte dabei 16 Tore. Sein erstes Länderspiel bestritt er am 17. Juni 1924 in Helsinki gegen die Türkei (2:4), sein erstes Tor schoss er bei der 5:7-Niederlage Finnlands gegen Schweden am 28. Juli 1924. Das letzte Länderspiel war ein Freundschaftsspiel in München am 18. August 1935 gegen Deutschland (0:6).
In Finnland spielte Koponen für den Verein Helsingin Palloseura (HPS), mit dem er 1926, 1927, 1929, 1932, 1934 und 1935 die finnische Meisterschaft gewann.